# شيموس إغان
شيموس إغان (بالإنجليزية: Séamus Egan)‏ هو عازف بانجو وكاتب أغاني ومنتج أسطوانات أمريكي، ولد في 1 يوليو 1969.

## وصلات خارجية
- شيموس إغان على موقع IMDb (الإنجليزية)
- شيموس إغان على موقع ميوزك برينز (الإنجليزية)
- شيموس إغان على موقع ديسكوغز (الإنجليزية)